# Ikarus 435T
Az Ikarus 435T (más néven Ikarus 435.81) az Ikarus Karosszéria- és Járműgyár 435-ös autóbusztípusa alapján elkészített trolibusztípusa. A karosszériákat az Ikarus, az elektromos berendezéseket pedig a Kiepe gyártotta. A típusból összesen 15 darab készült, ezek Budapesten álltak forgalomba 300–314-es pályaszámmal.

## Története

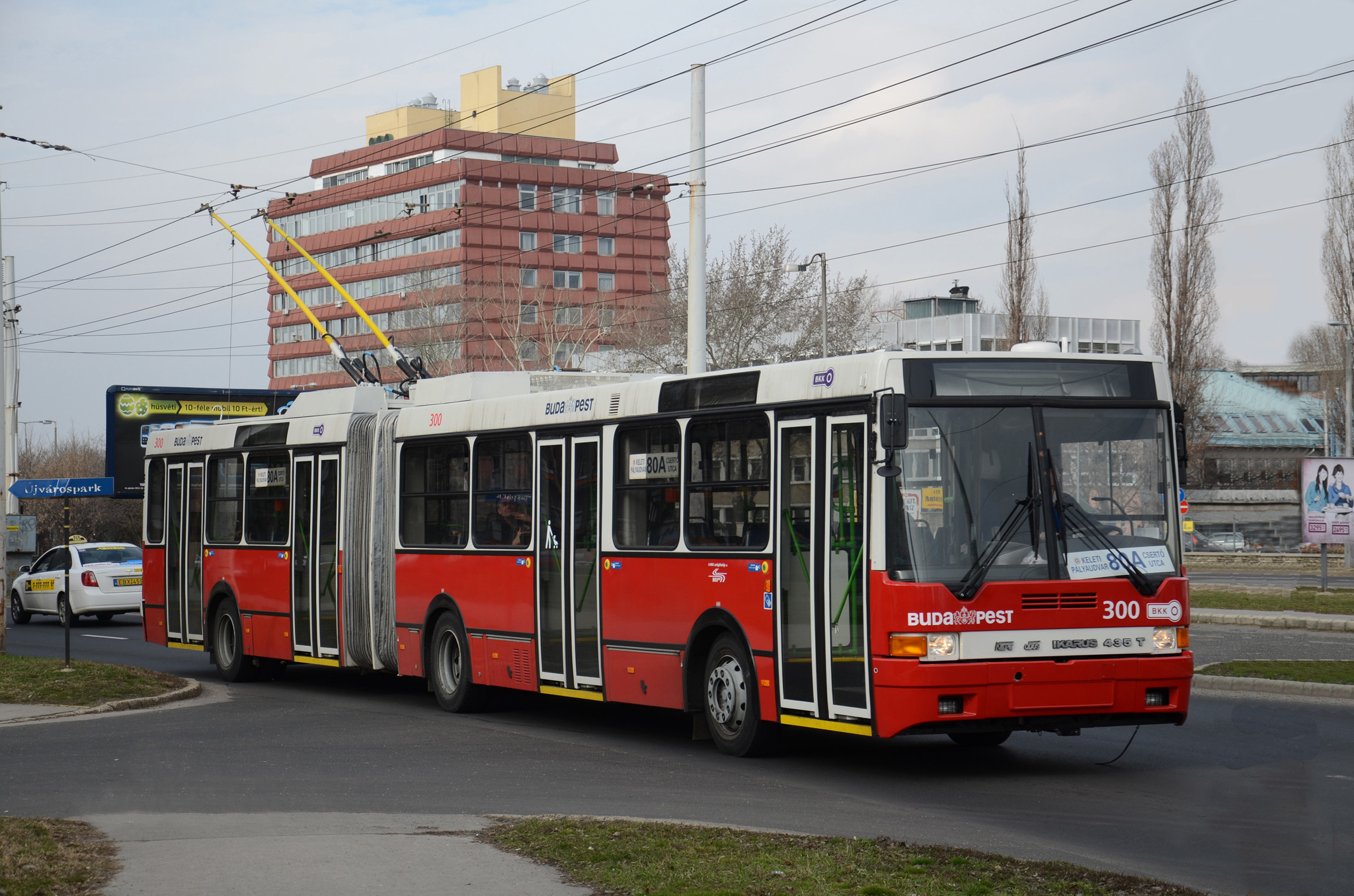
Ikarus 435T trolibusz

Az 1990-es évek elejére a BKV 100-as trolibuszainak (első szériás Ikarus 280T-k) cseréje sürgőssé vált, ugyanis állapotuk leromlott és jelentős felújításon kellett volna átesniük. A választás az Ikarus 435-ös autóbusz troliváltozatára (Ikarus 435T) esett. A BKV ebből a típusból 1994 és 1996 között 15 járművet vásárolt, amelyek 300–314-es pályaszámon álltak forgalomba a 75-ös, 77-es, 80-as, 81-es és 82-es vonalon. A buszváltozattal ellentétben ezekben a motort a B tengelyhez helyezték el, így a jármű húzócsuklós lett. A kocsikba a német Kiepe cég háromfázisú aszinkronos technológiája került beépítésre az Obus Kft. közreműködésével az addig megszokott Ganz elektronika helyett. A trolik 149 kW-os Alstom (akkori nevén Alsthom) motort kaptak, azonban ezek alacsony teljesítménye miatt a későbbiekben 200 kW-osra kerültek lecserélésre. 2003 és 2015 között a trolikat modernizálták: új kijelzővezérlőt (Vultron) és mikroprocesszoros vezérlést kaptak, továbbá a kocsik vázjavításon és utastér-átalakításon estek át. Azoknak a troliknak a típusjelzése, amelyek központi CAN-buszos (RS-485) diagnosztikai rendszert kaptak (301–304, 306, 314), Ikarus 435.81M-re, míg az RS-485-től eltérő rendszerrel felszerelteké (300, 305, 307–312) Ikarus 435.81F-re módosult. A 313-as kocsi üzemképessé tétele drágának bizonyult, így ezt a járművet (felújítás nélkül) 2014. április 30-án selejtezték. 2019-ben további három trolibuszt leállítottak, a 312-es kocsit november végén, a 302-es és 310-es kocsikat december közepén. 2023 januárjában újabb három kocsit (301, 304, 305), februárban szintén három kocsit (300, 308, 314) selejteztek.
A megmaradt 5 példány 2023 március 10-ig volt  forgalomban.  Március 10-én a 311-es kocsi búcsúztatta a típust a 80-as és a 82A vonalon. Az egyik jármű (a 309-es)  muzeális célokra és nosztalgiajáratokhoz megőrzésre került.
A típus kivonása egyben a magaspadlós Ikarus 400-asok megszünését is jelenti.